# Bloodhound (nachrichtendienstliche Operation)
Bloodhound (dt.: ‚Spürhund‘) war der Name einer Operation des US-amerikanischen Nachrichtendienstes Office of Strategic Services (OSS) ab Sommer 1946 im Nachkriegsdeutschland, insbesondere in den drei Besatzungszonen der Westalliierten.

## Ziel der Aktion
Ursprüngliches Ziel dieser vom Strategic Services Unit (SSU), dem Nachfolger des Office of Strategic Services (OSS), geplanten Operation war es, das ehemalige nachrichtendienstliche Personal des Deutschen Reiches zu erfassen und zu registrieren. Insbesondere war man an den noch lebenden ehemaligen Mitarbeitern und Spionen der Abteilung Fremde Heere Ost (FHO), des Marinenachrichtendienstes, des Sicherheitsdienstes sowie auch der Gestapo interessiert. Man wollte überprüfen, ob von diesen weiterhin eine Gefahr für die Sicherheit der USA ausgehe. Ähnlich wie die Operation Overcast, welche das Ziel hatte, deutsche Wissenschaftler und Techniker zu rekrutieren und sich deren militärtechnisches Können und Wissen zu sichern, zielte diese Operation aber auch darauf ab, diese ehemaligen Mitarbeiter und deren Kenntnisse für den Kalten Krieg mit der Sowjetunion zu verwenden.
Ein wichtiger Informant dieser Operation war der frühere Oberregierungsrat sowie ehemalige SS-Sturmbannführer und Leiter der Gruppe E (Polizeiliche Spionageabwehr) im RSHA Walter Huppenkothen. Im Ergebnis dieser Operation und der Zusammenfassung der noch lebenden Agenten wurden viele von ihnen festgenommen und im Camp King in Oberursel (Taunus) zentral interniert. Hierzu wurde das sich in der unmittelbaren Nähe befindliche Jagdhaus von Georg von Opel beschlagnahmt und als Außenstelle des Camps eingerichtet. Schon ab Mai 1946 befand sich Hermann Baun, ein ehemaliger Major der Abwehr und Koordinator der frontnahen Fernaufklärung als Fernspäher im Russlandfeldzug im Opel-Jadhaus. Er koordinierte dort  die „Operation Rusty“, den Vorläufer der späteren Organisation Gehlen (Org), und war auch deren erster Leiter. Von hier aus wurden zahlreiche ehemalige Geheimdienstmitarbeiter rekrutiert. Im Juni 1946 wurde der ehemalige Generalmajor und letzte Leiter der Fremde Heere Ost FHO Reinhard Gehlen nach Oberursel gebracht und übernahm kurze Zeit später die Leitung der Operation, welche vom US-amerikanischen Heeresnachrichtendienst G-2 Section angeleitet wurde.

## Verwendung der ehemaligen Mitarbeiter
Viele dieser deutschen Spionage-Fachleute wurden in den 1956 gegründeten Bundesnachrichtendienst (BND) übernommen und machten trotz ihrer Vergangenheit im bundesdeutschen Staatsdienst Karriere. Unter ihnen war Gehlens Nachfolger bei der FHO, Oberstleutnant Gerhard Wessel sowie Oberstleutnant Heinz Herre, die beide später Präsidenten des BND wurden. Ebenso der ehemalige Oberstleutnant der Wehrmacht und ab 1944 Chef der Organisationsabteilung im Oberkommando der Wehrmacht (OKW) und spätere Brigadegeneral und Generalmajor der Bundeswehr Horst Wendland (* 1912 – † 8. Oktober 1968, durch Suizid). Andere wurden Mitarbeiter des Militärischen Abschirmdienstes (MAD) der 1955 gegründeten Bundeswehr, des 1950 gegründeten Bundesamtes für Verfassungsschutz (BfV) oder einer Landesbehörde für Verfassungsschutz.
Schon ab Mai 1946 befand sich Hermann Baun, ein ehemaliger Major der Abwehr und Koordinator der frontnahen Spionage im Russlandfeldzug im Opel-Jadhaus. Er koordinierte dort den Aufbau und war erster Leiter der Organisation Gehlen (Org)
1948 wurde auch der ehemalige stellvertretende Chef der Gestapo Wilhelm Krichbaum nach seiner Zeugenaussage im Prozess Oberkommando der Wehrmacht direkt für die Organisation Gehlen rekrutiert.
Weitere Personen, welche durch die Operation rekrutiert wurden, waren u. a.:
- Franz Göring – ehemaliger SS-Obersturmbannführer und in der Org zuständig für die Agenten in der Volksrepublik Polen
- Josef Adolf Urban – ehemaliger Leiter der SD-Dienststelle in Budapest
- Hans Sommer – ehemaliger SS-Obersturmführer und Angehöriger des Sicherheitsdienstes der SS (SD), zeitweise Leiter der Untervertretung Baden der Org
- Otto Somann – als ehemaliger SS-Standartenführer und Inspekteur der Sicherheitspolizei und des SD, Verwendung als leitender Mitarbeiter der Generalvertretung Bremen der Org
- Ernst-Jochen Schwarzwäller – ehemaliger SS-Scharführer und Angehöriger der SD

## Weiterführende Literatur
- Michael Wildt: Generation des Unbedingten. Das Führungskorps des Reichssicherheitshauptamtes. Hamburger Edition, Hamburg 2002, ISBN 3-930908-75-1.
- Hans-Jürgen Lange: Staat, Demokratie und Innere Sicherheit in Deutschland. Leske + Budrich, Opladen 2000, ISBN 3-8100-2267-5.